# Media–Sharon Hill Line
Die Media–Sharon Hill Line ist ein Straßenbahnsystem im Delaware County. Die seit 1913 verkehrenden Radiallinien 101 und 102 sind ein wichtiger lokaler Verkehrsträger und schließen die Städte Media und Sharon Hill an die U-Bahn-Linie Market–Frankford Subway-Elevated Line nach Philadelphia an. Es handelt sich um ein Netz mit einer Stammstrecke, die sich in die beiden Städte verzweigt. Ein großer Teil der Linienführung verläuft dabei auf unabhängigem Bahnkörper als Überlandstraßenbahn. Die heute befahrenen Linien sind jedoch nur Relikte des ursprünglich weit ausgedehnten Straßenbahnnetzes Red Arrow im Westen Philadelphias.

## Geschichte

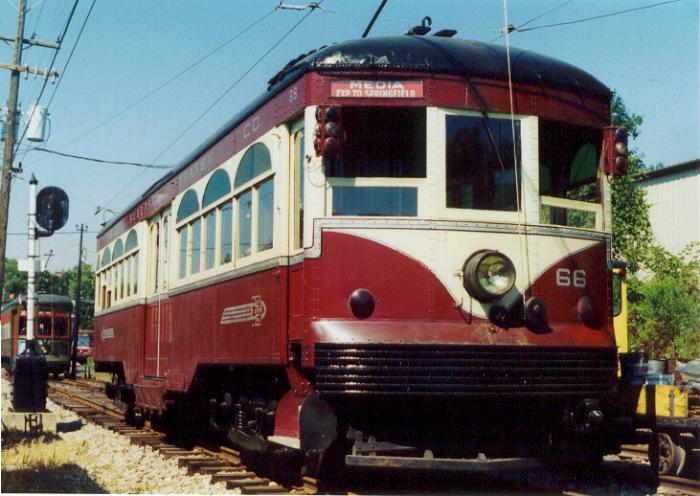
Bis in die siebziger Jahre waren schwere Stahlwagen auf den Linien unterwegs

Die Straßenbahnlinien der Media-Sharon Hill Line entstanden unter der Leitung des Geschäftsmann A. Merritt Taylor betrieben. Dieser legte 1903 als Endpunkt für seine neuen Straßenbahnlinien das 69th Street Transportation Center fest, wo die Straßenbahnen einen Anschluss an die U-Bahn Market–Frankford Subway-Elevated Line sowie die Schnellbahnstrecke der Philadelphia & Western Railway nach Strafford, welche heute als Norristown High-Speed Line bekannt ist, erhielten. Beide Schnellbahnen waren zum Zeitpunkt noch im Bau. Das Projekt, die Straßenbahnlinien über die U-Bahn-Strecke bis ins Stadtzentrum Philadelphias zu verlängern, konnte dagegen nicht verwirklicht werden. Als erstes Teilstück der Media–Sharon Hill Line begann die Errichtung der Collingdon Line, der Strecke zwischen dem 69th Street Transportation Center und der Baltimore Pike in Clifton Heights im Sommer 1905. Die Eröffnung der Teilstrecke erfolgte am 15. März 1906. Im Betrieb wurde zunächst nur ein einzelner Straßenbahnwagen eingesetzt, der im Intervall von 30 Minuten zwischen den Endstationen pendelte. Die Betreibergesellschaft war die Philadelphia & Garrettford Street Railway Company, welche 1905 durch die Philadelphia and West Chester Traction Company übernommen worden war. Im Juni 1906 wurden drei neue Straßenbahnwagen an die Gesellschaft ausgeliefert. Am 6. August desselben Jahres wurde das Bahnhofsgebäude an der Haltestelle Lansdowne Avenue fertiggestellt.
Die zunächst eingleisige Strecke wurde im Laufe der folgenden Jahre in einzelnen Etappen zweigleisig ausgebaut. Hinzu kamen einige Verlängerungen, sodass die Strecke erst am 25. Juli 1907 in ganzer Länge fertiggestellt wurde. Kurz zuvor, vom 30. April 1907 an fuhren die Straßenbahnen zum neuen Endpunkt am 69th Street Transportation Center. Als Ersatz für die wegfallende Verbindung zur vorherigen Endstation auf Höhe der 63rd Street wurde ein Straßenbahnwagen als Shuttle eingesetzt. Nachdem dieser wichtige Umsteigeknoten verwirklicht worden war, beschloss A. Merritt Taylor, die Straßenbahnstrecke nach Media zu bauen. Die Arbeiten begannen im Sommer 1912. Da bei der Infrastruktur hohe Standards angewendet wurden, wurde die Strecke die kostspieligste im Red Arrow, dem Straßenbahnnetz im Delaware County. Am 1. April 1913 wurde die 8,5 Meilen lange Straßenbahn nach Media eröffnet. Als letzter Streckenabschnitt der Media–Sharon Hill Line wurde 1917 die Collingdale Line von der Parker Avenue, dem heutigen MacDade Boulevard zur Chester Pike in Sharon Hill verlängert. 1954 gingen die Straßenbahnlinien in den Besitz der Philadelphia Suburban Transit Company über. Die übrigen Linien des, welche Bestandteile des Red Arrow Straßenbahnnetzes waren, wurden bereits in den fünfziger Jahren stillgelegt und durch Buslinien ersetzt.
Es existieren noch Stationsgebäude aus der Zeit des Streckenbaus, die teilweise saniert wurden.

## Linien und Strecken

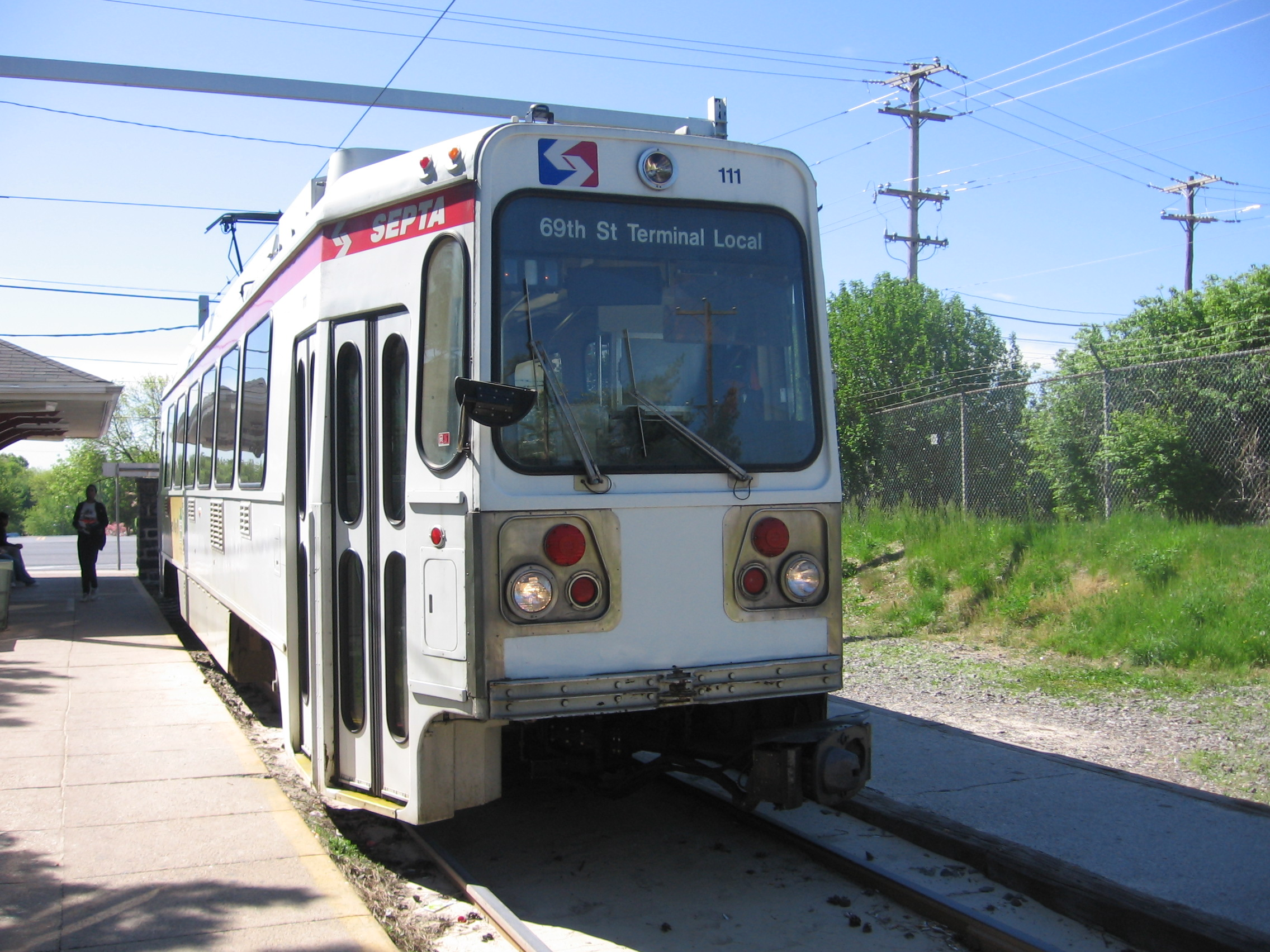
Ein Straßenbahnwagen der Linie 102 an der Endhaltestelle Sharon Hill

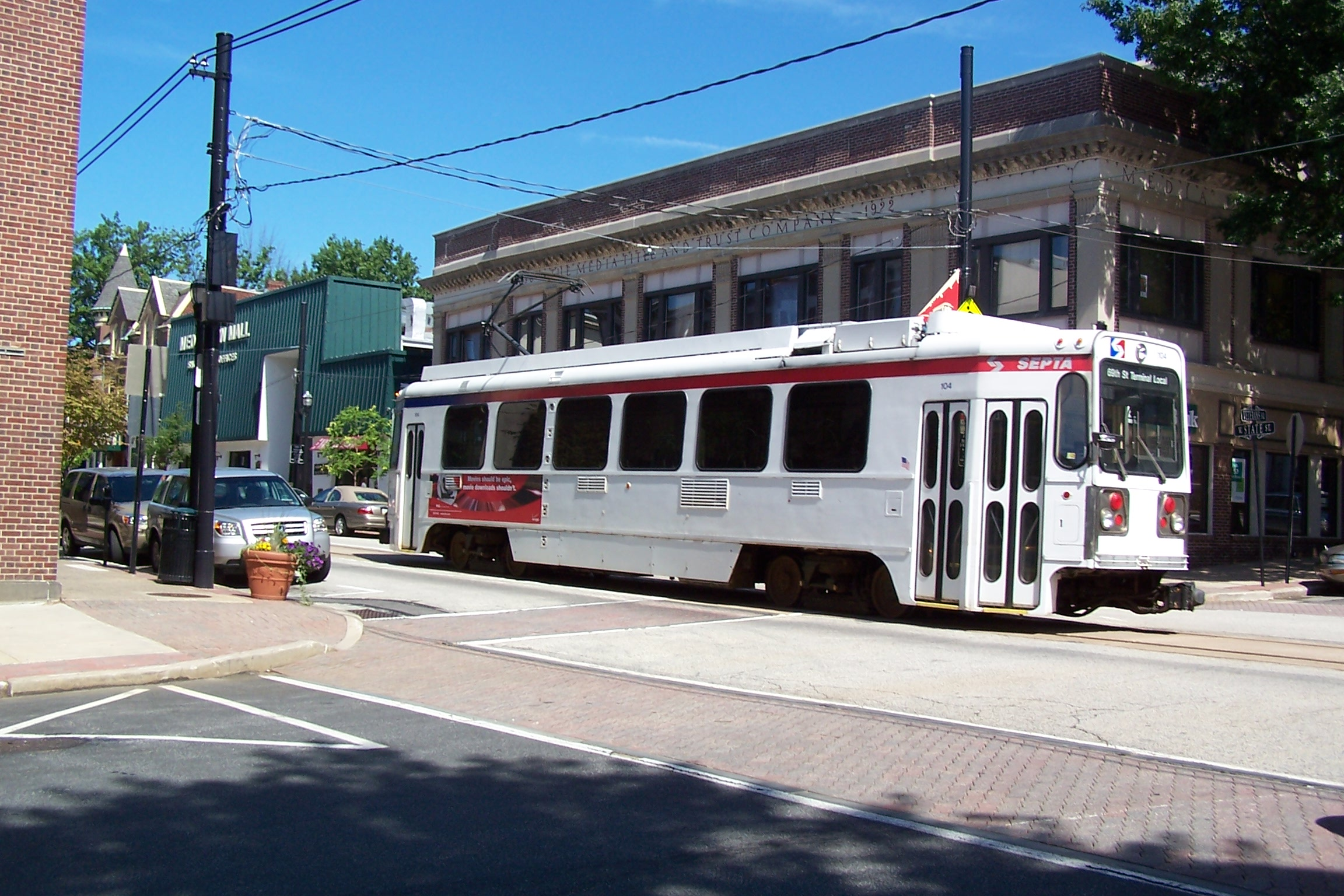
Ein Straßenbahnwagen der Linie 101 in Media

| Linie | Länge   | Linienweg                                                                               | Takt (HVZ/NVZ/SVZ) |
| ----- | ------- | --------------------------------------------------------------------------------------- | ------------------ |
| 101   | 13,8 km | Media (Orange Street) – Springfield – Drexel Hill − 69th Street Transportation Center   | 10/20/30           |
| 102   | 8,5 km  | Sharon Hill – Aldan – Clifton Heights – Drexel Hill − 69th Street Transportation Center | 20/20/30           |

### Stammstrecke
Die Stammstrecke beider Linien beginnt am 69th Street Transportation Center, einem bedeutenden Umsteigepunkt im Westen Philadelphias, wo die Straßenbahn eine Wendeschleife mit drei anliegenden Bahnsteigkanten durchfährt. Eine kurze Zweigstrecke führt zum Betriebshof und der Abstellanlage. Das Stadtviertel Bywood wird in Randlage zur Garrett Road auf unabhängigem Bahnkörper durchquert. Auffällige Merkmale dieser Strecke sind die Kennzeichnung als Eisenbahnstrecke und die Andreaskreuze an den Kreuzungen. In Drexel Hill wird die Strecke auf eine eigene Trasse geführt und verzweigt sich an der Drexel Hill Junction.

### Strecke nach Sharon
Die Linie 102 passiert auf einer unabhängigen Trasse das Viertel Clifton Heights, um Aldan auf einem straßenbündigen bzw. besonderen Bahnkörper zu durchqueren, ab der Haltestelle North Street wird die Strecke eingleisig. Nur ein kurzer Abschnitt vor der Endstation Sharon Hill ist als Eisenbahnstrecke ausgeschildert.

### Strecke nach Media
Entlang der Ortschaft Springfield wird die Linie 101 als Eisenbahnstrecke in das Nether Providence Township geführt. Beim Erreichen von Media wird die Strecke auf die State Street geführt, wo sie als straßenbündiger Bahnkörper eingleisig bis zur Endhaltestelle Orange Street geführt wird.

## Rollmaterial
Es werden Fahrzeuge aus der LRV-Reihe des japanischen Herstellers Kawasaki Heavy Industries eingesetzt.
Ab 2027 sollen die Fahrzeuge durch fünfteilige Multigelenkwagen des Herstellers Alstom ersetzt werden. Am 23. Februar 2023 wurden insgesamt 130 Fahrzeuge vom Typ Citadis mit einem Gesamtwert von 714.239.455 $ bestellt, die bis 2030 ausgeliefert und neben der Media-Sharon Hill Line auch auf der Girard Avenue Line und auf den Subway-Surface Trolley Lines eingesetzt werden sollen. Daneben ist eine Option auf weitere 30 Fahrzeuge vorgesehen. Im Rahmen der Beschaffung sollen auch die Infrastruktur und die Betriebsabläufe angepasst werden.